# Jacob Adornes van Ronsele

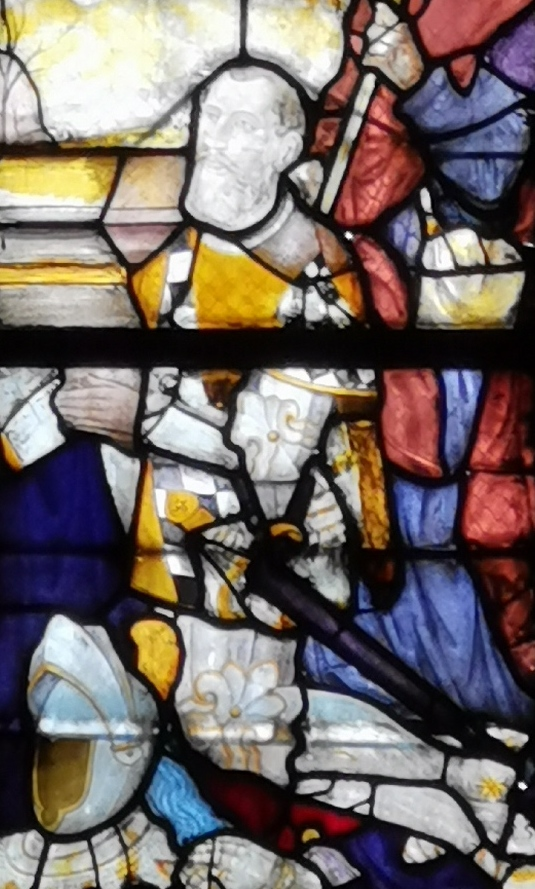
Portret van Jacob Adornes (detail van een brandglasraam in de Jeruzalemkerk).

Jacob Adornes, heer van Ronsele (Brugge, 12 juni 1523 - 19 januari 1573) was een Brugs edelman, lid van de Genuees-Brugse familie Adornes.

## Levensloop
Jacob Adornes was een zoon van Jan Adornes, geboren de la Coste (1494-1538), die vanwege van het uitsterven in mannelijke lijn van de familie Adornes, de naam en het wapen van de familie van zijn moeder, Agnès Adornes, had overgenomen.
De vrouw van Jan Adornes, moeder van Jacob, was Catharine Metteneye (†1545).
Jacob trouwde met Livina van der Zype (†1565). Hij hertrouwde met Françoise van Belle of de Bailleul (†1617).
Hij was heer van Ronsele en Berendaele. Na de dood van zijn broer Jeronimus (†1558) werd hij ook heer van Nieuwenhove (Oostkamp), Marke en Marquillis. 
Hij was korte tijd baljuw van de Oudburg in Gent. Hij was raadsheer van Keizer Karel V en algemeen ontvanger in Brugge.
Hij werd begraven in de Jeruzalemkerk en liet er een gedenksteen in marmer plaatsen, met daarop in albast hijzelf en zijn twee echtgenoten, in reliëf afgebeeld.
Jacob Adornes liet een bezwaarde erfenis na. Zijn weduwe was genoopt verschillende eigendommen en leengoederen te verkopen. Hieruit ontstonden betwistingen met haar enige zoon Anselm Opitius Adornes. Zij trok zich terug in de abdij van Marquette, waar ze overleed en begraven werd.